# Abraham Segerström
Abraham Segerström var en svensk målarmästare och kyrkomålare.
Segerström, som var från Härnösand, var verksam i Ångermanland under senare delen av 1700-talet. Han hade troligen fått sin utbildning av Carl Hofverberg och han omnämns 1758 som capit Hofverbergs betient. Segerström utförde under 1760- och 1770-talet dekorationsmålningar i ett flertal kyrkor i Ångermanland som av eftervärlden har ansetts i regel tämligen illa utförda.   
År 1770 utförde han målningar i kyrkorummet i den träkyrkan som föregick den nuvarande stenkyrkan i Junsele. Denna träkyrkan uppfördes 1763 i Mo, invid Ångermanälven, och revs 1885, när den nuvarande stenkyrkan byggdes på andra sidan Ångermanälven.